# Si può fare (film)
(Tagline del film)
Si può fare è un film del 2008 diretto da Giulio Manfredonia, scritto dal regista con Fabio Bonifacci, autore anche del soggetto, ispirato alle storie vere delle cooperative sociali nate negli anni ottanta per dare lavoro ai pazienti dimessi dai manicomi in seguito alla Legge Basaglia, in particolare a quella della cooperativa "Noncello" di Pordenone.
Il film è dedicato alle oltre 2 500 cooperative sociali esistenti in Italia e ai 30 000 soci con disabilità che vi lavorano.
Si tratta dell'ultimo film per il grande schermo prodotto da Angelo Rizzoli a distanza di quindici anni dal precedente Padre e figlio (1994) e il primo a nome della Rizzoli Film a distanza di trent'anni da Dimenticare Venezia (1979).

## Trama
1983, Milano. Nello è un sindacalista che dopo aver scritto un libro sul mondo del mercato viene attaccato duramente dai "compagni"; viene quindi trasferito alla Cooperativa 180, una delle tante sorte dopo la legge 180 per accogliere i pazienti dimessi dai manicomi. Dopo alcuni attriti iniziali con i pazienti, Nello decide di far capire loro il vero spirito di una cooperativa coinvolgendoli maggiormente.
Ascoltando le idee di tutti, in un'assemblea viene presa la decisione di abbandonare il lavoro assistenziale e di entrare nel mercato diventando posatori di parquet: ogni paziente ricoprirà un ruolo all'interno della cooperativa secondo le proprie caratteristiche. Dopo il primo lavoro, fallito per inesperienza, riescono a ottenere un appalto in un atelier d'alta moda. Il giorno della scadenza della consegna finisce il legno: così Luca e Gigio, vista anche la loro abilità artistica, decidono di usare gli scarti per realizzare un pannello raffigurante una stella e coprire così l'intero pavimento. L'idea, oltre a venire molto apprezzata, si fa strada e la cooperativa ottiene sempre più appalti.
Nello si rende conto che c'è bisogno di ridurre il dosaggio dei farmaci, ma a questo il dott. Del Vecchio si oppone fortemente. A questo punto Nello si affida al dott. Furlan e con i fondi ricevuti dall'Unione europea i soci si trasferiscono in una nuova sede. Quando tutto sembra andare per il meglio avviene una tragedia: nel frattempo, infatti, Gigio si innamora di Caterina, una ragazza per la quale ha lavorato, che poi invita lui e Luca ad una festa in casa sua; quella sera però vengono derisi dagli amici di Caterina, Luca perde il controllo e scatta una piccola rissa. In questura Gigio sente Caterina che, mentre cerca di far ritirare la denuncia, li definisce "poveracci" e lascia intendere di non aver dato molta importanza al bacio che aveva dato a Gigio; a seguito di ciò Gigio si suicida e il fatto viene imputato anche alla riduzione elevata dei farmaci.
I pazienti vengono riportati nella vecchia sede sotto l'assistenza del dottor Del Vecchio. Nello perde ogni speranza, convinto di finire in carcere per la morte di Gigio, ma qualsiasi possibile accusa contro di lui non avviene, perché Del Vecchio ammette di aver riscontrato dei miglioramenti impensabili dovuti all'attività lavorativa. Il suicidio del ragazzo è stato causato in parte da tutti, compreso Del Vecchio stesso che non aveva voluto collaborare, quindi la questione viene chiusa e Nello, dopo qualche esitazione, torna a dirigere la cooperativa che ottiene un grosso appalto a Parigi per decorare le fermate della nuova linea metropolitana.
Sei mesi dopo il lavoro per Parigi è quasi finito, Nello finalmente riesce a dirigere il gruppo senza trascurare la fidanzata Sara (che a parte qualche litigata per le sue mancanze gli è sempre rimasta vicino), e il dott. Furlan porta nuovi soci con disabilità.

## Produzione
Roberto Forza, direttore della fotografia del film e Marco Belluzzi, scenografo del film, compaiono come attori in due ruoli minori; il primo interpreta uno dei compagni sindacalisti di Nello, con il quale discute nella scena di apertura, il secondo interpreta il fratello di Sara nella scena in cui i soci della cooperativa svolgono il loro primo lavoro.
Claudio Bisio ha dichiarato che, per prepararsi meglio alla parte, ha visto e rivisto più volte Qualcuno volò sul nido del cuculo.
Il film presenta alcune analogie con Amore, bugie e calcetto, film sempre del 2008 uscito prima di Si può fare e diretto da Luca Lucini: in entrambi i film sono presenti Claudio Bisio, Giuseppe Battiston e Andrea Bosca; in tutti e due i film il personaggio di Bisio di cognome si chiama Trebbi; infine, le due scene d'apertura sono molto simili tra loro (in Amore, bugie e calcetto Bisio apre il film sbattendo la mano sul tavolo, nell'altro un compagno sindacalista di Nello sbatte il suo libro sul tavolo).
Gigio e Caterina, al loro primo appuntamento, vanno a vedere al cinema Ritorno al futuro.

## Premi e riconoscimenti
- 2009 - David di Donatello
  - Premio David giovani a Giulio Manfredonia
  - Candidatura Miglior film a Giulio Manfredonia
  - Candidatura Miglior regista a Giulio Manfredonia
  - Candidatura Migliore sceneggiatura a Giulio Manfredonia e Fabio Bonifacci
  - Candidatura Miglior produttore a Angelo Rizzoli Jr., Andrea Rizzoli Jr.
  - Candidatura Migliore attore protagonista a Claudio Bisio
  - Candidatura Migliore attore non protagonista a Andrea Bosca, Giovanni Calcagno, Michele De Virgilio, Carlo Gabardini, Andrea Gattinoni, Franco Pistoni, Pietro Ragusa, Franco Ravera
  - Candidatura Migliore attrice non protagonista a Natascia Macchniz, Rosa Pianeta, Daniela Piperno, Maria Rosaria Russo
  - Candidatura Miglior colonna sonora a Pivio e Aldo De Scalzi
  - Candidatura Miglior montaggio a Cecilia Zanuso
  - Candidatura Miglior sonoro a Bruno Pupparo
- 2009 - Nastro d'argento
  - Migliore soggetto a Fabio Bonifacci
  - Candidatura Migliore commedia a Giulio Manfredonia
  - Candidatura Miglior produttore a Angelo Rizzoli Jr., Andrea Rizzoli Jr.
  - Candidatura Migliore colonna sonora a Pivio e Aldo De Scalzi
  - Candidatura Migliori costumi a Maurizio Millenotti
- 2009 - Globo d'oro
  - Miglior produttore a Angelo Rizzoli Jr.
  - Candidatura Miglior musica a Pivio e Aldo De Scalzi